# 하코네이타바시역
하코네이타바시역(일본어: 箱根板橋駅)은 일본 가나가와현 오다와라시에 위치한 하코네 등산 철도 철도선의 역이다. 역 번호는 OH 48이다.

## 역사
- 1935년 10월 1일: 영업 개시.
- 1956년 6월 1일: 오다와라 시내 선 폐지.
- 2007년 3월 18일: PASMO 사용 개시(간이형 PASMO 개찰기 설치).

## 역 구조
단선 승강장 1면과 섬식 승강장 1면으로 총 2면 2선의 구조를 갖는 지상역이다. 1번 선은 유효 길이가 짧은 관계로 하코네 등산 철도 소유 차량 전용 승강장이었는데, 2006년 3월 18일의 다이아 개정 이후에는 사용되지 않고, 현재는 폐쇄되어 있다. 그래서 현재는 섬식 승강장의 1,2번 선(이전에는 2,3번 선)만을 사용, 사실상 1면 2선이다.
본 역에서는 열차 교환이 이루어졌고 특급 로망스 카도 운행 정차한다.
또한, 하코네 등산 철도의 표시 간판이나 팜플렛에서는 각 역의 표고가 제시되어 있고 예전에 27m로 표기되었으나 2013년 재고 조사에서 16m로 정정되었다.

### 타는 곳
| 번호 | 노선                                             | 방향 | 행선                    | 비고                              |
| ---- | ------------------------------------------------ | ---- | ----------------------- | --------------------------------- |
|      | (이전에 쓰던 표준궤 전철용 플랫폼으로 인한 폐쇄) |      |                         |                                   |
| 1    | 하코네 등산 전차                                 | 하행 | 하코네유모토・고라 방면 | 고라 방면은 하코네유모토에서 환승 |
| 2    | 하코네 등산 전차                                 | 상행 | 오다와라・신주쿠 방면   | 신주쿠 방면은 오다와라에서 환승   |

## 역 주변
- 국도 제1호선
- 오다와라시청 오쿠보 지소
- 오다와라 이타바시 우체국
- 오다와라미나미 우체국
- 오다와라시 소방서 미나미 분소
- 비버토잔 오다와라점
- 오다와라 백화점 이타바시점
- 가나가와현립 오다와라 고등직업 기술학교
- 아키하야마 양각원
- 하야 강
- 오다와라시 향토 문화관 별관 마쓰나가 기념관
- 이시가키 산성
- 하코네 등산 전세 자동차 영업소

## 인접역
| 하코네 등산 철도 철도선      | 하코네 등산 철도 철도선 | 하코네 등산 철도 철도선    |
| ---------------------------- | ----------------------- | -------------------------- |
| OH 47 오다와라 오다와라 방면 | ■ 각역정차              | 가자마쓰리 OH 49 고라 방면 |